# Pepín
José Casas Gris zvaný Pepín (16. listopad 1931 Valencia – 12. říjen 2010 Las Palmas) byl španělský fotbalový brankář a reprezentant.

## Klubová kariéra
Španělskou první ligu hrál za kluby UD Las Palmas a Betis Sevilla. Dále působil v klubech UD Alzira a Alicante CF.
Nejlepšího výsledku dosáhl v sezóně 1963/64, kdy vybojoval s Betisem třetí příčku.

## Reprezentační kariéra
Se španělskou reprezentací vyhrál domácí mistrovství Evropy 1964. Na závěrečném turnaji nenastoupil, chytal však ve druhém osmifinálovám zápase v říjnu 1963 (v tehdejším kvalifikačním systému) proti Severnímu Irsku (výhra 1:0). Byl to jeden ze dvou jeho zápasů v reprezentačním áčku, tím druhým byl přátelský duel v prosinci 1963 proti Belgii (porážka 1:2).